# 1. Fußball-Club Kaiserslautern 2010-2011
Questa voce raccoglie le informazioni riguardanti il 1. Fußball-Club Kaiserslautern nelle competizioni ufficiali della stagione 2010-2011.

## Stagione
All'inizio della stagione il neopromosso 1. FCK ottiene due vittorie consecutive iniziali, incluso un 2–0 inflitto al detentore del campionato, il Bayern Monaco. Tuttavia, dopo una sconfitta per 2–1 contro il Magonza e una sconfitta per 5–0 contro i futuri campioni del Borussia Dortmund, il club inizia ad essere coinvolta nella lotta per la salvezza. In seguito a un pessimo avvio nel girone di ritorno, il club precipita in zona retrocessione per alcune settimane, ma riesce a riprendersi, ottenendo nelle ultime dieci giornate sette vittorie di cui quattro nelle ultima quattro gare, un pareggio e due sconfitte. La squadra termina così la stagione al settimo posto, mentre nella Coppa di Germania arriva fino ai quarti, dove viene sconfitta dal Duisburg poi finalista.

## Rosa
| N. |                      | Ruolo | Calciatore        |
| -- | -------------------- | ----- | ----------------- |
| 1  | Germania (bandiera)  | P     | Tobias Sippel     |
| 2  | Rep. Ceca (bandiera) | D     | Jan Šimůnek       |
| 3  | Danimarca (bandiera) | D     | Leon Jessen       |
| 4  | Germania (bandiera)  | C     | Bastian Schulz    |
| 5  | Germania (bandiera)  | D     | Martin Amedick    |
| 6  | Germania (bandiera)  | D     | Mathias Abel      |
| 7  | Germania (bandiera)  | C     | Oliver Kirch      |
| 8  | Germania (bandiera)  | C     | Christian Tiffert |
| 9  | Croazia (bandiera)   | A     | Srđan Lakić       |
| 10 | Algeria (bandiera)   | A     | Chadli Amri       |
| 11 | Bulgaria (bandiera)  | A     | Ilijan Micanski   |
| 14 | Germania (bandiera)  | D     | Manuel Hornig     |
| 16 | Rep. Ceca (bandiera) | C     | Jan Morávek       |
| 17 | Germania (bandiera)  | D     | Alexander Bugera  |

| N. |                                 | Ruolo | Calciatore     |
| -- | ------------------------------- | ----- | -------------- |
| 18 | Germania (bandiera)             | C     | Danny Fuchs    |
| 19 | Rep. Ceca (bandiera)            | C     | Jiří Bílek     |
| 20 | Brasile (bandiera)              | D     | Rodnei         |
| 21 | Germania (bandiera)             | C     | Pierre De Wit  |
| 22 | Croazia (bandiera)              | C     | Ivo Iličević   |
| 23 | Germania (bandiera)             | D     | Florian Dick   |
| 24 | Bosnia ed Erzegovina (bandiera) | C     | Dragan Paljić  |
| 25 | Croazia (bandiera)              | C     | Stiven Rivić   |
| 27 | Austria (bandiera)              | P     | Marco Knaller  |
| 28 | Portogallo (bandiera)           | D     | Marcel Correia |
| 29 | Germania (bandiera)             | P     | Kevin Trapp    |
| 32 | Slovacchia (bandiera)           | A     | Adam Nemec     |
| 33 | Austria (bandiera)              | A     | Erwin Hoffer   |
| 38 | Polonia (bandiera)              | C     | Alan Stulin    |

## Organigramma societario
Area tecnica
- Allenatore: Marco Kurz[1]
- Allenatore in seconda: Roger Lutz
- Preparatore dei portieri: Gerald Ehrmann
- Preparatori atletici:

## Risultati

### Bundesliga

#### Girone di andata
| Arbitro: | Brych |

|              |           |                             |
| Novakovič 8’ | Marcatori | 70’, 84’ Lakić 88’ Iličević |

| Arbitro: | Meyer |

|                        |           |  |
| Iličević 36’ Lakić 37’ | Marcatori |  |

| Arbitro: | Kinhöfer |

|                          |           |           |
| Bungert 71’ Schürrle 74’ | Marcatori | 20’ Lakić |

| Arbitro: | Gagelmann |

|                 |           |                            |
| Hoffer 46’, 75’ | Marcatori | 39’ Gustavo 77’ Sigurðsson |

| Arbitro: | Fritz |

|                                                             |           |  |
| Barrios 31’, 87’ Großkreutz 38’ Hummels 65’ Lewandowski 75’ | Marcatori |  |

| Arbitro: | Perl |

|  |           |                |
|  | Marcatori | 33’ Abdellaoue |

| Arbitro: | Winkmann |

|                             |           |          |
| Kačar 69’ Choupo-Moting 84’ | Marcatori | 3’ Lakić |

| Arbitro: | Zwayer |

|  |           |                           |
|  | Marcatori | 45’, 67’ Gkekas 83’ Meier |

| Arbitro: | Aytekin |

|                         |           |            |
| Cissé 35’ Reisinger 60’ | Marcatori | 8’ Morávek |

| Arbitro: | Meyer |

|                                 |           |  |
| Tiffert 71’ Nemec 83’ Lakić 88’ | Marcatori |  |

| Arbitro: | Winkmann |

|                         |           |          |
| Sam 38’, 84’ Helmes 68’ | Marcatori | 15’ Dick |

| Arbitro: | Rafati |

|                                    |           |                                       |
| Micanski 58’ Iličević 76’ Abel 78’ | Marcatori | 19’ Boka 32’ Cacau 50’ (rig.) Gentner |

| Arbitro: | Welz |

|         |           |                                 |
| Mak 67’ | Marcatori | 4’ Rivić 12’ Iličević 33’ Lakić |

| Arbitro: | Perl |

|                                                           |           |  |
| Lakić 8’, 56’ Amedick 39’ Iličević 76’ (rig.) Morávek 88’ | Marcatori |  |

| Arbitro: | Kircher |

|                    |           |  |
| Tiffert 48’ (aut.) | Marcatori |  |

| Kaiserslautern 11 dicembre 2010, ore 15:30 CET 16ª giornata | Kaiserslautern | 0 – 0 referto | Wolfsburg | Fritz-Walter-Stadion (38 181 spett.)\| Arbitro: \| Sippel \| |
| Arbitro:                                                    | Sippel         |               |           |                                                              |

| Arbitro: | Weiner |

|                 |           |               |
| Hunt 34’ (rig.) | Marcatori | 1’, 52’ Lakić |

#### Girone di ritorno
| Arbitro: | Winkmann |

|             |           |              |
| Morávek 51’ | Marcatori | 29’ Podolski |

| Arbitro: | Schmidt |

|                                           |           |             |
| Robben 45’ Gómez 46’, 80’, 85’ Müller 90’ | Marcatori | 62’ Morávek |

| Arbitro: | Stark |

|  |           |            |
|  | Marcatori | 23’ Holtby |

| Arbitro: | Sippel |

|                                      |           |                       |
| Sigurðsson 27’ Rudy 39’ Ibišević 61’ | Marcatori | 57’ Hoffer 59’ Rodnei |

| Arbitro: | Meyer |

|             |           |            |
| Morávek 90’ | Marcatori | 82’ Bender |

| Arbitro: | Zwayer |

|                                     |           |  |
| Schlaudraff 17’, 57’ Abdellaoue 45’ | Marcatori |  |

| Arbitro: | Brych |

|             |           |            |
| Hloušek 18’ | Marcatori | 54’ Jansen |

| Francoforte sul Meno 5 marzo 2011, ore 15:45 CET 25ª giornata | Eintracht Francoforte | 0 – 0 referto | Kaiserslautern | Commerzbank-Arena (49 400 spett.)\| Arbitro: \| Weiner \| |
| Arbitro:                                                      | Weiner                |               |                |                                                           |

| Arbitro: | Sippel |

|                      |           |                  |
| Nemec 34’ Hoffer 90’ | Marcatori | 21’ (aut.) Nemec |

| Arbitro: | Kircher |

|  |           |                   |
|  | Marcatori | 61’ (aut.) Bailly |

| Arbitro: | Fritz |

|  |           |         |
|  | Marcatori | 70’ Sam |

| Arbitro: | Aytekin |

|                                      |           |                                     |
| Kuzmanović 26’ (rig.) Pogrebnjak 39’ | Marcatori | 17’, 79’ Lakić 68’ Hoffer 86’ Rivić |

| Arbitro: | Winkmann |

|  |           |                    |
|  | Marcatori | 34’ Eigler 90’ Mak |

| Arbitro: | Fritz |

|  |           |           |
|  | Marcatori | 42’ Lakić |

| Arbitro: | Perl |

|                      |           |  |
| Tiffert 29’ Abel 68’ | Marcatori |  |

| Arbitro: | Kircher |

|              |           |                       |
| Mandžukić 6’ | Marcatori | 25’ Lakić 44’ Amedick |

| Arbitro: | Hartmann |

|                              |           |                           |
| Nemec 7’ Rodnei 9’ Lakić 30’ | Marcatori | 43’ Frings 55’ Arnautović |

### Coppa di Germania
| Arbitro: | Kinhöfer |

|                           |           |                             |
| Tyrała 20’ Lindemann 115’ | Marcatori | 90’ Lakić 106’, 111’ Hoffer |

| Arbitro: | Hartmann |

|                     |           |  |
| Lakić 11’, 42’, 48’ | Marcatori |  |

| Arbitro: | Rafati |

|            |           |                               |
| Klasen 17’ | Marcatori | 54’, 59’, 65’ Lakić 64’ Nemec |

| Arbitro: | Brych |

|                      |           |  |
| Bajić 35’ Šukalo 57’ | Marcatori |  |

## Statistiche

### Statistiche di squadra
| Competizione      | Punti | In casa | In casa | In casa | In casa | In casa | In casa | In trasferta | In trasferta | In trasferta | In trasferta | In trasferta | In trasferta | Totale | Totale | Totale | Totale | Totale | Totale | DR |
| Competizione      | Punti | G       | V       | N       | P       | Gf      | Gs      | G            | V            | N            | P            | Gf           | Gs           | G      | V      | N      | P      | Gf     | Gs     | DR |
| ----------------- | ----- | ------- | ------- | ------- | ------- | ------- | ------- | ------------ | ------------ | ------------ | ------------ | ------------ | ------------ | ------ | ------ | ------ | ------ | ------ | ------ | -- |
| Bundesliga        | 46    | 17      | 6       | 6       | 5       | 25      | 19      | 17           | 7            | 1            | 9            | 23           | 32           | 34     | 13     | 7      | 14     | 48     | 51     | -3 |
| Coppa di Germania | -     | 1       | 1       | 0       | 0       | 3       | 0       | 3            | 2            | 0            | 1            | 7            | 5            | 4      | 3      | 0      | 1      | 10     | 5      | +5 |
| Totale            | -     | 18      | 7       | 6       | 5       | 28      | 19      | 20           | 9            | 1            | 10           | 30           | 37           | 38     | 16     | 7      | 15     | 58     | 56     | +2 |

### Andamento in campionato
| Giornata  | 1 | 2 | 3 | 4 | 5  | 6  | 7  | 8  | 9  | 10 | 11 | 12 | 13 | 14 | 15 | 16 | 17 | 18 | 19 | 20 | 21 | 22 | 23 | 24 | 25 | 26 | 27 | 28 | 29 | 30 | 31 | 32 | 33 | 34 |
| --------- | - | - | - | - | -- | -- | -- | -- | -- | -- | -- | -- | -- | -- | -- | -- | -- | -- | -- | -- | -- | -- | -- | -- | -- | -- | -- | -- | -- | -- | -- | -- | -- | -- |
| Luogo     | T | C | T | C | T  | C  | T  | C  | T  | C  | T  | C  | T  | C  | T  | C  | T  | C  | T  | C  | T  | C  | T  | C  | T  | C  | T  | C  | T  | C  | T  | C  | T  | C  |
| Risultato | V | V | P | N | P  | P  | P  | P  | P  | V  | P  | N  | V  | V  | P  | N  | V  | N  | P  | P  | P  | N  | P  | N  | N  | V  | V  | P  | V  | P  | V  | V  | V  | V  |
| Posizione | 2 | 1 | 5 | 6 | 10 | 11 | 14 | 14 | 15 | 14 | 15 | 15 | 13 | 12 | 12 | 13 | 12 | 10 | 13 | 13 | 15 | 16 | 16 | 16 | 17 | 14 | 13 | 14 | 12 | 13 | 12 | 11 | 10 | 7  |

Legenda:

Luogo: C = Casa; T = Trasferta. Risultato: V = Vittoria; N = Pareggio; P = Sconfitta.

### Statistiche dei giocatori
| Giocatore   | Bundesliga | Bundesliga | Bundesliga  | Bundesliga | Coppa di Germania | Coppa di Germania | Coppa di Germania | Coppa di Germania | Totale   | Totale | Totale      | Totale     |
| Giocatore   | Presenze   | Reti       | Ammonizioni | Espulsioni | Presenze          | Reti              | Ammonizioni       | Espulsioni        | Presenze | Reti   | Ammonizioni | Espulsioni |
| ----------- | ---------- | ---------- | ----------- | ---------- | ----------------- | ----------------- | ----------------- | ----------------- | -------- | ------ | ----------- | ---------- |
| M. Knaller  | -          | -          | -           | -          | -                 | -                 | -                 | -                 | -        | -      | -           | -          |
| T. Sippel   | 25         | 0          | 1           | 0          | 4                 | 0                 | 0                 | 0                 | 29       | 0      | 1           | 0          |
| K. Trapp    | 9          | 0          | 0           | 0          | -                 | -                 | -                 | -                 | 9        | 0      | 0           | 0          |
| M. Abel     | 19         | 2          | 4           | 0          | 1                 | 0                 | 0                 | 0                 | 20       | 2      | 4           | 0          |
| M. Amedick  | 26         | 2          | 3           | 0          | 4                 | 0                 | 0                 | 0                 | 30       | 2      | 3           | 0          |
| A. Bugera   | 12         | 0          | 2           | 1          | 4                 | 0                 | 1                 | 0                 | 16       | 0      | 3           | 1          |
| M. Correia  | -          | -          | -           | -          | -                 | -                 | -                 | -                 | -        | -      | -           | -          |
| F. Dick     | 27         | 1          | 8           | 0          | 3                 | 0                 | 0                 | 0                 | 30       | 1      | 8           | 0          |
| L. Jessen   | 27         | 0          | 3           | 0          | 1                 | 0                 | 0                 | 0                 | 28       | 0      | 3           | 0          |
| Lucas       | -          | -          | -           | -          | -                 | -                 | -                 | -                 | -        | -      | -           | -          |
| Rodnei      | 26         | 2          | 1           | 0          | 3                 | 0                 | 1                 | 0                 | 29       | 2      | 2           | 0          |
| J. Šimůnek  | -          | -          | -           | -          | 1                 | 0                 | 0                 | 0                 | 1        | 0      | 0           | 0          |
| C. Amri     | 6          | 0          | 0           | 0          | 3                 | 0                 | 1                 | 0                 | 9        | 0      | 1           | 0          |
| J. Bílek    | 15         | 0          | 1           | 0          | 1                 | 0                 | 0                 | 0                 | 16       | 0      | 1           | 0          |
| P. De Wit   | 13         | 0          | 2           | 0          | -                 | -                 | -                 | -                 | 13       | 0      | 2           | 0          |
| D. Fuchs    | 1          | 0          | 0           | 0          | -                 | -                 | -                 | -                 | 1        | 0      | 0           | 0          |
| A. Hloušek  | 13         | 1          | 3           | 0          | -                 | -                 | -                 | -                 | 13       | 1      | 3           | 0          |
| I. Iličević | 21         | 5          | 3           | 1          | 3                 | 0                 | 0                 | 0                 | 24       | 5      | 3           | 1          |
| O. Kirch    | 29         | 0          | 2           | 0          | 4                 | 0                 | 0                 | 0                 | 33       | 0      | 2           | 0          |
| J. Morávek  | 29         | 5          | 4           | 0          | 4                 | 0                 | 2                 | 0                 | 33       | 5      | 6           | 0          |
| T. Petsos   | 20         | 0          | 1           | 1          | 1                 | 0                 | 1                 | 0                 | 21       | 0      | 2           | 1          |
| S. Rivić    | 12         | 2          | 3           | 0          | 1                 | 0                 | 0                 | 0                 | 13       | 2      | 3           | 0          |
| B. Schulz   | 3          | 0          | 1           | 0          | 1                 | 0                 | 0                 | 0                 | 4        | 0      | 1           | 0          |
| A. Stulin   | -          | -          | -           | -          | -                 | -                 | -                 | -                 | -        | -      | -           | -          |
| C. Tiffert  | 33         | 2          | 8           | 0          | 4                 | 0                 | 0                 | 0                 | 37       | 2      | 8           | 0          |
| C. Walch    | 12         | 0          | 0           | 0          | 1                 | 0                 | 1                 | 0                 | 13       | 0      | 1           | 0          |
| S. Zellner  | -          | -          | -           | -          | -                 | -                 | -                 | -                 | -        | -      | -           | -          |
| E. Hoffer   | 24         | 5          | 1           | 0          | 3                 | 2                 | 0                 | 0                 | 27       | 7      | 1           | 0          |
| S. Lakić    | 31         | 16         | 7           | 1          | 4                 | 7                 | 0                 | 0                 | 35       | 23     | 7           | 1          |
| I. Micanski | 10         | 1          | 1           | 0          | 1                 | 0                 | 0                 | 0                 | 11       | 1      | 1           | 0          |
| A. Nemec    | 24         | 3          | 0           | 0          | 3                 | 1                 | 0                 | 0                 | 27       | 4      | 0           | 0          |